# Mitsubishi Nativa
El Mitsubishi  es un automóvil todoterreno del segmento E producido por el fabricante japonés Mitsubishi Motors desde el año 1996. Es un vehículo de cinco plazas con carrocería del mismo tipo que se ofrece en dos versiones, una con tracción trasera y otra con tracción integral en las cuatro ruedas. Está basado en la pickup Mitsubishi L200, por lo que su chasis es de largueros y difiere totalmente del Mitsubishi Montero. Algunos rivales del Montero Sport son: la Nissan Pathfinder, la Toyota 4Runner y la Toyota Fortuner.

## Primera generación

### 1996-2008

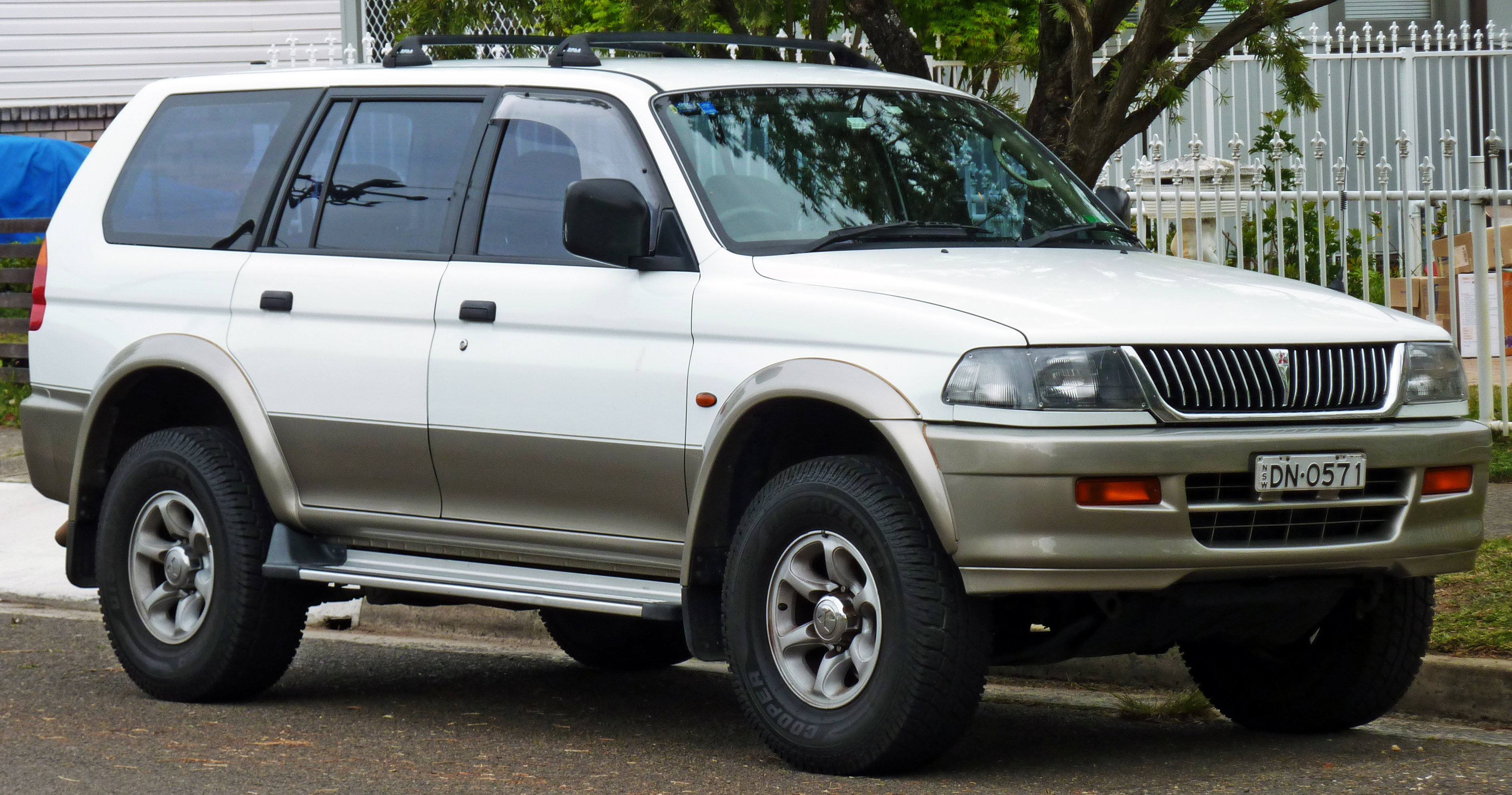
Mitsubishi Challenger wagon primera generación

Desde la primera generación, la Mitsubishi Nativa se vende como Montero Sport en América del Norte (Canadá, E.U. y México), Bolivia, Chile, España y Venezuela; en Argentina, América Central, Europa, Colombia y Perú se le conoce como Mitsubishi Nativa, y Shogun Sport en el Reino Unido, Pajero Sport en Brasil, y Challenger en los mercados del Sur Asiático. Sus más cercanos competidores son: Toyota 4Runner, Nissan Pathfinder, Hyundai Terracan, Honda Pilot y Toyota Fortuner.
Sus motorizaciones constan de dos opciones: una de motor a gasolina de seis cilindros en V en dos versiones: de 3.0 litros y 3.5 litros; y otra Diésel con motores de cuatro cilindros en línea con turbocompresor: un 2.5 litros y un 2.8 litros. Todos los motores también son usados en el Montero y en la L200.

## Segunda generación

### 2008 - 2016

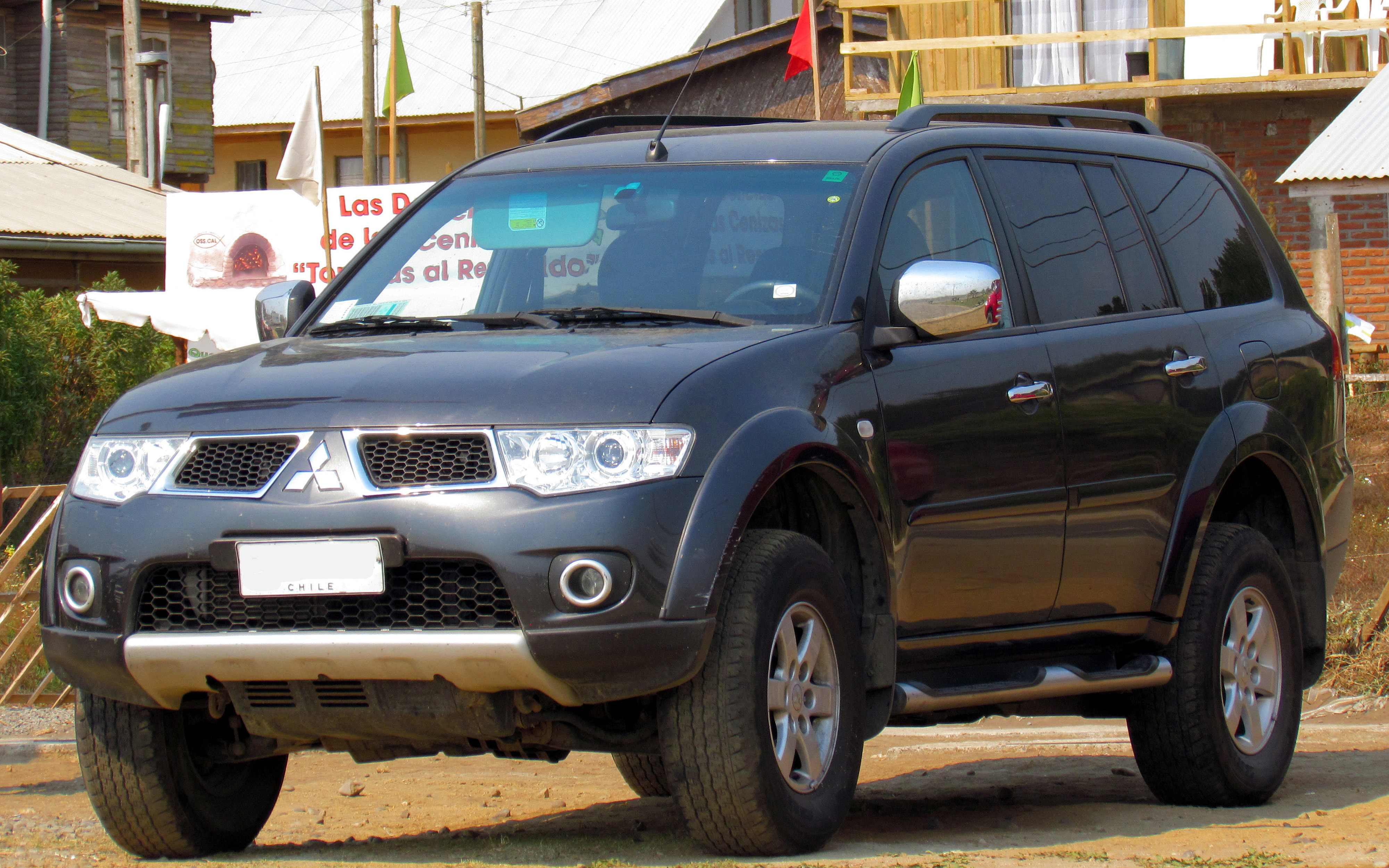
Mitsubishi Montero Sport 2ª generación 2013

Mitsubishi anunció que la segunda generación de la Mitsubishi Nativa la que presentó en el Salón del Automóvil de Moscú de 2008. El modelo se basa en la mecánica y varias partes del diseño estructural de la L200 contemporánea y repetirá el esquema de usar distintos nombres según la región en la que sean comercializadas. Esta versión de la Mitsubishi Nativa se ofrece en cinco y siete puestos. Las motorizaciones son de dos combustibles tradicionales, como la versión impulsada por un motor a gasolina, éste de seis cilindros en V, 3.5 litros de cilindrada y 178 CV (131 kilovatios); y las versiones de motor diésel, los cuales son de tipo tradicional cuatro cilindros en línea, 2.5 litros y 134 CV (99 kilovatios), otro de 3.2 litros y 165 CV (121 kilovatios). Ambos motores diésel tienen turbocompresor y sistemas de inyección directa de combustible con alimentación por common-rail de serie. Su principal competencia es la Toyota 4Runner.